# Бесчастнова, Людмила Владимировна
Людмила Владимировна Бесчастнова (Люся Радыно; 1930, Ленинград — 2001) — пионер-герой, участница Сталинградской битвы. 

## Биография
В мае 1942 года после смерти матери эвакуирована в Сталинград. В августе 1942 года в возрасте 12 лет добровольно пошла в ряды Красной Армии. За 3 месяца работы в агентурной разведке выполнила шесть боевых заданий командования по разведке отдельных объектов и маршрутов за рекой Дон и к западу от Сталинграда. В ноябре 1942 года заболела брюшным тифом, после излечения в госпитале на фронт не вернулась, была направлена командованием доучиваться в школу, в 5-й класс.
После войны окончила педагогический институт. Проживала в Санкт-Петербурге, работала учителем.

## Участие в Сталинградской битве
Оказалась в Сталинграде после долгих поисков родных и близких. В возрасте 13 лет добровольно стала разведчицей. Однажды в сталинградский детский приёмник пришёл офицер, который искал детей для работы в разведке. Так Люся оказалась в боевой части. Командиром у них был капитан, который учил, давал наставления, как вести наблюдения, что отмечать в памяти, как вести себя в плену.
Она прошла подготовку, после чего ей были поставлены задачи по добыче разведданных.
В начале августа 1942 года Люся впервые была заброшена в тыл врага.
В первый же выход в тыл врага Люсю задержали немцы. Им она сказала, что идёт на поля, где с другими детьми выращивает овощи, чтобы не умереть с голода. Ей поверили, но всё равно отвели на кухню и сказали чистить картошку. Люся смекнула, что сможет узнать количество немецких солдат, просто подсчитав количество почищенной картошки. В итоге информацию Люся добыла. Кроме того, ей удалось бежать. Всего Люся ходила за линию фронта семь раз, ни разу не допустив ни одной ошибки.
Всего Люся Радыно совершила несколько разведвылазок, доставив штабу 62-й армии ценные сведения. После чего командование приняло решение больше не выпускать Люсю в тыл врага, так как это стало опасно.

## После войны
Она была награждена медалями «За отвагу» и «За оборону Сталинграда». После войны вернулась в Ленинград, окончила институт, создала семью, много лет работала в школе, учила детей.

## Память
О её подвиге рассказывает энциклопедия «Сталинградская битва, июль 1942-февраль 1943». Памяти юной разведчицы посвящено патриотическое граффити в Волгограде, выполненное в рамках акции, проходившей в честь 78-й годовщины разгрома фашистских войск под Сталинградом. 15 июня 2025 года в детском оздоровительном лагере «Артек» в Крыму был открыт памятник разведчице. 